# Kenny Burns
Kenneth Burns, noto come Kenny (Glasgow, 23 settembre 1953), è un ex calciatore scozzese, di ruolo difensore.

## Palmarès

### Club
Competizioni Nazionali
- Campionato inglese: 1

Nottingham Forest: 1977-1978
- Coppa di Lega inglese: 2

Nottingham Forest: 1977-1978, 1978-1979
- Charity Shield: 1

Nottingham Forest: 1978
Competizioni Internazionali
- Coppa dei Campioni: 2

Nottingham Forest: 1978-1979, 1979-1980
- Supercoppa UEFA: 1

Nottingham Forest: 1979

### Individuale
- Giocatore dell'anno della FWA: 1

1978